# Роланд Еммеріх
Ро́ланд Е́ммеріх (нім. Roland Emmerich, *10 листопада 1955, Штутгарт, Німеччина) — американський кінорежисер німецького походження. Номінант премії «Золота малина» 1997 і 1999 рр., неодноразовий лауреат фестивалів фантастичних фільмів.

## Біографія
Ро́ланд Е́ммеріх народився 10 листопада 1955 р. у Штутгарті (ФРН). Закінчивши школу в містечку Зіндельфінген біля Штутгарту, він три роки пропрацював у рекламному бізнесі, а у 1977 р. вступив до Мюнхенської школи телебачення та кіно. Його дебютна робота «Принцип Ноєвого ковчега» відкривала конкурсний показ фільмів на Берлінському фестивалі 1984 р. Критики досить високо оцінили картину, і її відразу купили прокатники двадцяти країн. Цей успіх дозволив початківцю заснувати власну кінокомпанію «Centropolis Films».

## Особисте життя
Еммеріх — гей та активіст за права ЛГБТ. 2017 року він уклав шлюб з Омаром Де Сото (нар. 1989).

## Фільмографія

### Кіно
| Рік  | Назва                          | Режисер | Продюсер     | Сценарист |
| ---- | ------------------------------ | ------- | ------------ | --------- |
| 1979 | Franzmann                      | Так     | Ні           | Так       |
| 1979 | Wilde Witwe                    | Так     | Ні           | Ні        |
| 1984 | Принцип ковчега Ноя            | Так     | Співпродюсер | Так       |
| 1985 | Джоуї                          | Так     | Співпродюсер | Так       |
| 1987 | Голлівудський монстр           | Так     | Ні           | Так       |
| 1990 | Місяць-44                      | Так     | Так          | Історія   |
| 1992 | Універсальний солдат           | Так     | Ні           | Ні        |
| 1994 | Зоряна брама                   | Так     | Ні           | Так       |
| 1996 | День незалежності              | Так     | Виконавчий   | Так       |
| 1998 | Ґодзілла                       | Так     | Виконавчий   | Так       |
| 2000 | Патріот                        | Так     | Виконавчий   | Ні        |
| 2004 | Післязавтра                    | Так     | Так          | Так       |
| 2008 | 10 тисяч років до нашої ери    | Так     | Так          | Так       |
| 2009 | 2012                           | Так     | Виконавчий   | Так       |
| 2011 | Анонім                         | Так     | Так          | Ні        |
| 2013 | Штурм Білого дому              | Так     | Так          | Ні        |
| 2015 | Стоунволлські бунти            | Так     | Так          | Ні        |
| 2016 | День незалежності: Відродження | Так     | Так          | Так       |
| 2019 | Мідвей                         | Так     | Так          | Ні        |
| 2022 | Падіння Місяця                 | Так     | Так          | Так       |
| TBA  | Maya Lord                      | Так     | Так          | Ні        |

| Виконавчий продюсер - Eye of the Storm (1991) - Атака павуків (2002) - 2016: кінець ночі (2011) - Last Will & Testament (2012) (Документальний) | Продюсер - The High Crusade (1994) - Тринадцятий поверх (1999) - Работоргівля (2007) |  |

### Телебачення
| Рік       | Назва               | Режисер    | Виконавчий продюсер | Сценарист       | Примітки      |
| --------- | ------------------- | ---------- | ------------------- | --------------- | ------------- |
| 1980      | Altosax             | Ні         | Ні                  | Так             | телефільм     |
| 1997–1998 | Візитер             | Ні         | 13 епізодів         | Пілотний епізод | також творець |
| 1998–2000 | Ґодзілла            | Ні         | 40 епізодів         | Ні              |               |
| 2012      | Dark Horse          | Так        | Так                 | Так             | телефільм     |
| 2024      | Приречені на смерть | 5 епізодів | 5 епізодів          | Ні              |               |

## Нагороди та номінації
| Рік                            | Номінант                       | Категорія                                                          | Результат     |               |               |
| Золота малина                  | Золота малина                  | Золота малина                                                      | Золота малина | Золота малина | Золота малина |
| ------------------------------ | ------------------------------ | ------------------------------------------------------------------ | ------------- | ------------- | ------------- |
| 1997                           | День незалежності              | Найгірший сценарій фільму, який зібрав понад 100 мільйонів доларів | Номінація     |               |               |
| 1999                           | Ґодзілла                       | Найгірший приквел, рімейк, рип-офф або продовження                 | Перемога      |               |               |
| 1999                           | Ґодзілла                       | Найгірший режисер                                                  | Номінація     |               |               |
| 1999                           | Ґодзілла                       | Найгірший фільм                                                    | Номінація     |               |               |
| 1999                           | Ґодзілла                       | Найгірший сценарист                                                | Номінація     |               |               |
| 2017                           | День незалежності: Відродження | Найгірший приквел, рімейк, рип-офф або продовження                 | Номінація     |               |               |
| 2017                           | День незалежності: Відродження | Найгірший режисер                                                  | Номінація     |               |               |
| 2017                           | День незалежності: Відродження | Найгірший фільм                                                    | Номінація     |               |               |
| 2017                           | День незалежності: Відродження | Найгірший сценарій                                                 | Номінація     |               |               |
| Г'юго                          |                                |                                                                    |               |               |               |
| 1997                           | День незалежності              | Найкраща драматична постановка                                     | Номінація     |               |               |
| Kids’ Choice Awards            |                                |                                                                    |               |               |               |
| 1997                           | День незалежності              | Найкращий фільм                                                    | Перемога      |               |               |
| Юрітер                         |                                |                                                                    |               |               |               |
| 1997                           | День незалежності              | Найкращий іноземний режисер                                        | Перемога      |               |               |
| 1997                           | День незалежності              | Найкращий іноземний фільм                                          | Перемога      |               |               |
| 2005                           | Післязавтра                    | Найкращий іноземний фільм                                          | Перемога      |               |               |
| MTV Movie & TV Awards          |                                |                                                                    |               |               |               |
| 1997                           | День незалежності              | Найкращий фільм                                                    | Номінація     |               |               |
| Вибір народу                   |                                |                                                                    |               |               |               |
| 1997                           | День незалежності              | Favorite Dramatic Motion Picture                                   | Перемога      |               |               |
| Сатурн                         |                                |                                                                    |               |               |               |
| 1997                           | День незалежності              | Найкращий режисер                                                  | Перемога      |               |               |
| 1999                           | Ґодзілла                       | Найкращий режисер                                                  | Номінація     |               |               |
| 1999                           | Ґодзілла                       | Найкращий фентезійний фільм                                        | Номінація     |               |               |
| 2005                           | Післязавтра                    | Найкращий науково-фантастичний фільм                               | Номінація     |               |               |
| 2010                           | 2012                           | Найкращий пригодницький фільм, бойовик чи трилер                   | Номінація     |               |               |
| 2017                           | День незалежності: Відродження | Найкращий науково-фантастичний фільм                               | Номінація     |               |               |
| Scream Awards                  |                                |                                                                    |               |               |               |
| 2010                           | 2012                           | Найкращий режисер                                                  | Номінація     |               |               |
| Universe Reader's Choice Award |                                |                                                                    |               |               |               |
| 1996                           | День незалежності              | Найкращий режисер                                                  | Перемога      |               |               |